# Ełszani
Ełszani, Elšani (maced. Елшани) – wieś w południowo-zachodniej Macedonii Północnej, w gminie Ochryda.

## Geografia
Ełszani znajduje się 10 km na południe od Ochrydy.

## Demografia
Ełszani liczy 590 stałych mieszkańców, dodatkowo w sezonie letnim przebywa tu ponad 400 osób w letnich domach zbudowanych w pobliżu jeziora.

## Gospodarka
Większość mieszkańców jest zatrudniona w hotelach na brzegu jeziora lub w firmach w Ochrydzie. Wielu prowadzi samodzielną działalność gospodarczą w mieście lub innej miejscowości. Jednak zachowało się także wiele tradycyjnych zajęć wiejskich: rodziny mają własne winnice i ogród, zwierzęta hodowlane lub utrzymują się z produkcji wina i wódki.
Ełszani posiada fabrykę włókienniczą, zatrudniającą 40 pracowników, i kilka sklepów.